# Campionato spagnolo di hockey su pista femminile
L'OK Liga Femenina è la massima categoria del campionato spagnolo di hockey su pista. Il torneo viene organizzato dalla Federazione di pattinaggio della Spagna. È stato istituito nel 1993; dall'origine a tutto il 2021 si sono tenute 29 edizioni del torneo. I vincitori di tale torneo si fregiano del titolo di campioni di Spagna.
La squadra che vanta il maggior numero di campionati vinti è il Voltregà con 10 (l'ultimo nel 2016), a seguire l'Igualada con 7 titoli (l'ultimo nel 2000).

## Formula
Al campionato prendono parte generalmente 14 squadre. Il torneo si svolge secondo la formula del girone all'italiana: ogni formazione affronta tutte le altre due volte, una presso la propria pista (partita in casa), una presso la pista avversa (partita in trasferta). Vengono assegnati tre punti alla squadra che vince una partita, un punto a ciascuna squadra in caso di pareggio e zero alla squadra sconfitta.
La classifica viene stilata in base ai punti conseguiti complessivamente; in caso di parità tra due o più squadre, le posizioni in graduatoria vengono determinate prendendo in considerazione i seguenti criteri discriminanti, elencati in ordine di importanza:
1. punti conseguiti negli scontri diretti;
2. differenza reti negli scontri diretti;
3. differenza reti complessiva;
4. numero di reti segnate complessivamente.

Al termine del campionato la squadra 1ª classificata viene proclamata campione di Spagna; le squadre che occupano la 13ª e la 14ª posizione retrocedono direttamente in OK Liga Plata Femenina.

## Albo d'oro
| Edizione | Vincitore       |
| -------- | --------------- |
| 1993     | Igualada        |
| 1994     | Igualada        |
| 1995     | Igualada        |
| 1996     | Igualada        |
| 1997     | Igualada        |
| 1998     | Igualada        |
| 1999     | Arenys de Munt  |
| 2000     | Igualada        |
| 2001     | Bigues i Riells |
| 2002     | Voltregà        |
| 2003     | Salt            |
| 2004     | Arenys de Munt  |
| 2005     | Voltregà        |
| 2006     | Voltregà        |
| 2007     | Voltregà        |
| 2008     | Voltregà        |

| Edizione  | Vincitore          |
| --------- | ------------------ |
| 2008-2009 | Gijón Solimar      |
| 2009-2010 | Cerdanyola         |
| 2010-2011 | Voltregà           |
| 2011-2012 | Voltregà           |
| 2012-2013 | Voltregà           |
| 2013-2014 | Voltregà           |
| 2014-2015 | Palau de Plegamans |
| 2015-2016 | Voltregà           |
| 2016-2017 | Gijón Solimar      |
| 2017-2018 | Gijón Solimar      |
| 2018-2019 | Palau de Plegamans |
| 2019-2020 | Manlleu            |
| 2020-2021 | Palau de Plegamans |

### Riepilogo vittorie per squadra
| Squadra            | Titoli | Edizioni                                                   |
| ------------------ | ------ | ---------------------------------------------------------- |
| Voltregà           | 10     | 2002, 2005, 2006, 2007, 2008, 2011, 2012, 2013, 2014, 2016 |
| Igualada           | 7      | 1993, 1994, 1995, 1996, 1997, 1998, 2000                   |
| Gijón Solimar      | 3      | 2009, 2017, 2018                                           |
| Palau de Plegamans | 3      | 2015, 2019, 2021                                           |
| Arenys de Munt     | 2      | 1999, 2004                                                 |
| Bigues i Riells    | 1      | 2001                                                       |
| Salt               | 1      | 2003                                                       |
| Cerdanyola         | 1      | 2010                                                       |
| Manlleu            | 1      | 2020                                                       |